# Castejón de Sos
Castejón de Sos è un comune spagnolo di 617 abitanti situato nella comunità autonoma dell'Aragona.

## Sport
Nel 1997 ha ospitato il Campionato del mondo di parapendio.